# Lo scapolo
Lo scapolo, noto anche con il titolo Alberto il conquistatore, è un film del 1955 (uscito per la prima volta nelle sale cinematografiche italiane il 30 dicembre 1955) diretto da Antonio Pietrangeli e interpretato da Alberto Sordi, Nino Manfredi e Sandra Milo.

## Trama
Roma. Il dottor Paolo Anselmi è uno scapolo impenitente, convinto che solo tale condizione possa salvaguardare la propria libertà di uomo. Un giorno fa da testimone di nozze al matrimonio dell'amico Armando, suo socio in affari, e lasciato il vecchio appartamento all'amico e alla neo-moglie, si trasferisce in una piccola pensione dove conosce Gabriella, una giovane hostess.
Il rapporto tra i due comincia a diventare serio, ma nel momento in cui la ragazza gli confida i progetti di una vita futura insieme, lui non sentendosi pronto per tali impegni si defila, e conseguentemente la ragazza chiede il trasferimento per lavoro a Milano. Paolo, riconquistata la propria libertà, dà sfogo alle sue doti di dongiovanni ma finisce per non sentirsi mai appagato, e la solitudine lo attanaglia. La compagnia di altri scapoli lo annoia e le serate gli appaiono monotone. Quando una notte si sente male, la sua sicurezza scompare per incanto lasciando spazio ad una infantile vulnerabilità, che accompagnata dalle insistenze della madre nel volere che si sposi, lo convince suo malgrado che in realtà sta cercando qualcosa di diverso, e avverte la necessità di una compagna.
Inizia così a cercare moglie. Tuttavia, tra le possibili candidate, molte hanno difetti insormontabili: gelosia, parenti ingombranti, comportamenti ciarlieri, tanto da farlo desistere. Alla fine, quasi senza accorgersene, capisce che è la signorina Carla, con la quale ha avuto furiosi litigi, a procurargli intense emozioni. Ne è innamorato e finisce per capitolare; è lei infatti che lo conduce all'altare.

## Luoghi delle riprese
Il film si svolge tra Roma ed il paese di Ronciglione (Viterbo). La chiesa dove si sposa Armando è la chiesa di Santa Maria dell'Orto a Roma.

## Critica
«Piccoli incubi quotidiani del maschio latino, tratteggiati con lievità e senso dell'umorismo.» **
Il film fa parte di una ideale quadrilogia interpretate da Alberto Sordi sulla famiglia:
- Il seduttore (1954) - diretto da Franco Rossi
- Lo scapolo (1955) - diretto da Antonio Pietrangeli
- Il marito (1958) - diretto da Nanni Loy e Gianni Puccini
- Il vedovo (1959) - diretto da Dino Risi